# 菲律賓副總統
菲律賓副總統是菲律賓政府中僅次於總統的職位。但和其他總統制國家不同，總統和副總統是分別選舉產生，所以有機會出現總統和副總統屬於不同的政黨。

## 參選資格
根據1987年通過的菲律賓憲法第7章第3節，副總統候選人的條件和總統候選人相同：必須年滿40歲，擁有選舉權，能夠讀寫，出生時是菲律賓的公民，並在選舉前在菲律賓居住至少10年的時間。

## 任期限制
根據菲律賓憲法第7章第4節，副總統任期和總統一樣為六年。和總統不同的是，副總統可以連任一次。

## 職權
根據菲律賓憲法第7章第3節，副總統可以兼任內閣職位。

### 繼任總統
根據菲律賓憲法第7章第8節，如总统死亡、永久丧失能力、免职或辞职，副总统將继任总统至任期届满。
歷史上有四位菲律賓副總統繼任總統：
- 1944年曼努埃爾·奎松總統去世，塞尔吉奥·奥斯米纳副總統繼任。
- 1948年曼努埃尔·罗哈斯總統去世，埃尔皮迪奥·基里诺副總統繼任。
- 1957年拉蒙·麥格塞塞總統去世，卡洛斯·加西亚副總統繼任。
- 2001年约瑟夫·埃斯特拉达總統因第二次人民力量革命而辭職，格洛丽亚·马卡帕加尔-阿罗约副總統繼任。

## 出缺
根據菲律賓憲法第7章第9節，副總統出缺時，總統應提名繼任人，經參議院和眾議院過半同意即可任職。該繼任人必須是參議員或眾議員。

## 官邸及辦公室
菲律賓副總統長期沒有官邸，辦公室位置也不斷遷徙。1935年-1972年，副總統辦公室設在馬拉坎南宮內。1986年恢復副總統職位後，副總統辦公室先後安置於舊國會大廈（今菲律賓國家博物館）、菲律賓國際會議中心和菲律賓國家銀行金融中心等地。直到2011年，才確定以椰子宮作為副總統官邸兼辦公室。

## 歷任副總統

### 边那巴多共和国
- 馬里亞諾·特里亞斯（1897年3月22日－1897年11月2日）

### 菲律賓自治邦（1942年－1945年期間為流亡政府）
- 塞尔吉奥·奥斯米纳（1935年11月15日－1944年8月1日）
  - 1944年8月1日－1946年5月28日副總統一職空置
- 埃爾皮迪奧·季里諾（1946年5月28日－1946年7月4日）

### 第三共和
- 埃爾皮迪奧·季里諾（1946年7月4日－1948年4月17日）
  - 1948年4月15日-1949年12月30日副總統一職空置
- 費爾南多·洛佩斯（1949年12月30日－1953年12月30日）
- 卡洛斯·加西亞（1953年12月30日－1957年3月18日）
  - 1957年3月18日-12月30日副總統一職空置
- 迪奧斯達多·馬卡帕加爾（1957年12月30日－1961年12月30日）
- 伊曼紐爾·佩萊斯（1961年12月30日－1965年12月30日）
- 費爾南多·洛佩斯（1965年12月30日－1972年9月23日）

### 不設置
- 1972年9月23日－1986年2月16日不設置副總統

### 第四共和
- 阿圖·莫德斯托·托倫蒂諾（1986年2月16日－1986年2月25日）

### 第五共和
- 薩爾瓦多·勞雷爾（1986年2月25日－1992年6月30日）
- 約瑟夫·艾斯特拉達（1992年6月30日－1998年6月30日）
- 格洛麗亞·艾羅育（1998年6月30日－2001年1月20日）
  - 2001年1月20日－2月7日副總統一職空置
- 小金戈納（2001年2月7日－2004年6月30日）
- 諾利·德卡斯楚（2004年6月30日－2010年6月30日）
- 傑約馬爾·比奈（2010年6月30日－2016年6月30日）
- 萊妮·羅布雷多（2016年6月30日－2022年6月30日 ）
- 薩拉·杜特蒂（2022年6月30日－ 現任）

## 外部連結
- 菲律賓副總統辦公室 （页面存档备份，存于）